# Jean-Hilaire Belloc
Jean-Hilaire Belloc (Nantes, 27 novembre 1786 – Parigi, 9 dicembre 1866) è stato un pittore francese.

## Biografia
Figlio di Hilaire Belloc, armatore, e Jeanne Henriette Belzon, cresce a Nantes in una famiglia economicamente agiata grazie alla gestione di piantagioni di canna da zucchero a Santo Domingo. Fin da giovane esprime una predisposizione per il disegno, passione che condivide con la sorella Louise, miniaturista, che decide di approfondire da allievo nelle botteghe di Antoine Gros, prima, e successivamente in quella di Jean-Baptiste Regnault.
Le sua capacità lo portano a vincere una medaglia al Salon del 1810 con l'opera Mort de Gaul, ami d'Ossian.
Il 2 giugno 1821 sposa l'inglese Louise Swanton, scrittrice e traduttrice di grandi poeti inglesi, figlia del colonnello James Swanton e di Marguerite Chassériau, e sua volta sorella di Victor Frédéric Chassériau e Benoît Chassériau, e che l'anno seguente darà alla luce la figlia Louise alla quale il padre tramandò le abilità artistiche ma nel campo della scultura.
Parallelamente all'attività di pittore si dedica all'insegnamento presso l'École nationale supérieure des arts décoratifs di Parigi, istituto del quale diventa direttore mantenendo l'incarico per 35 anni, dal 1831 al 1866, anno della sua morte.
Nel 1864 fu insignito del titolo di Cavaliere della Legion d'onore.
Rimase nella capitale francese fino alla sua morte, avvenuta poco dopo il compimento del suo ottantesimo anno d'età, il 9 dicembre 1866.
I suoi resti mortali vennero sepolti nel cimitero di Père-Lachaise, tomba che in origine era impreziosita da un busto in bronzo, firmato P. Itasse, 1868, e un medaglione, anch'esso in bronzo, opera della figlia, entrambi trafugati.